# Dixon (Illinois)
Dixon je grad u američkoj saveznoj državi Ilinois. Prema popisu stanovništva iz 2010. u njemu je živjelo 15.733 stanovnika.